# Markowa
Markowa [marˈkɔva] (tiếng Ukraina: Маркова, Markova) là một ngôi làng ởŁańcut, Subcarpathian Voivodeship, ở phía đông nam Ba Lan. Đó là khu vực hành chính của Gmina Markowa. Nó nằm cách khoảng 8 kilômét (5 dặm) về phía đông nam của Lancut và 22 kilômét (14 dặm) về phía đông của thủ phủ khu vực Rzeszów. Làng có dân số 4.100 người; nó được thành lập vào thế kỷ 14 với tên Markhof bởi hậu duệ của thực dân Đức.

## Cứu người Do Thái trong Thế chiến II

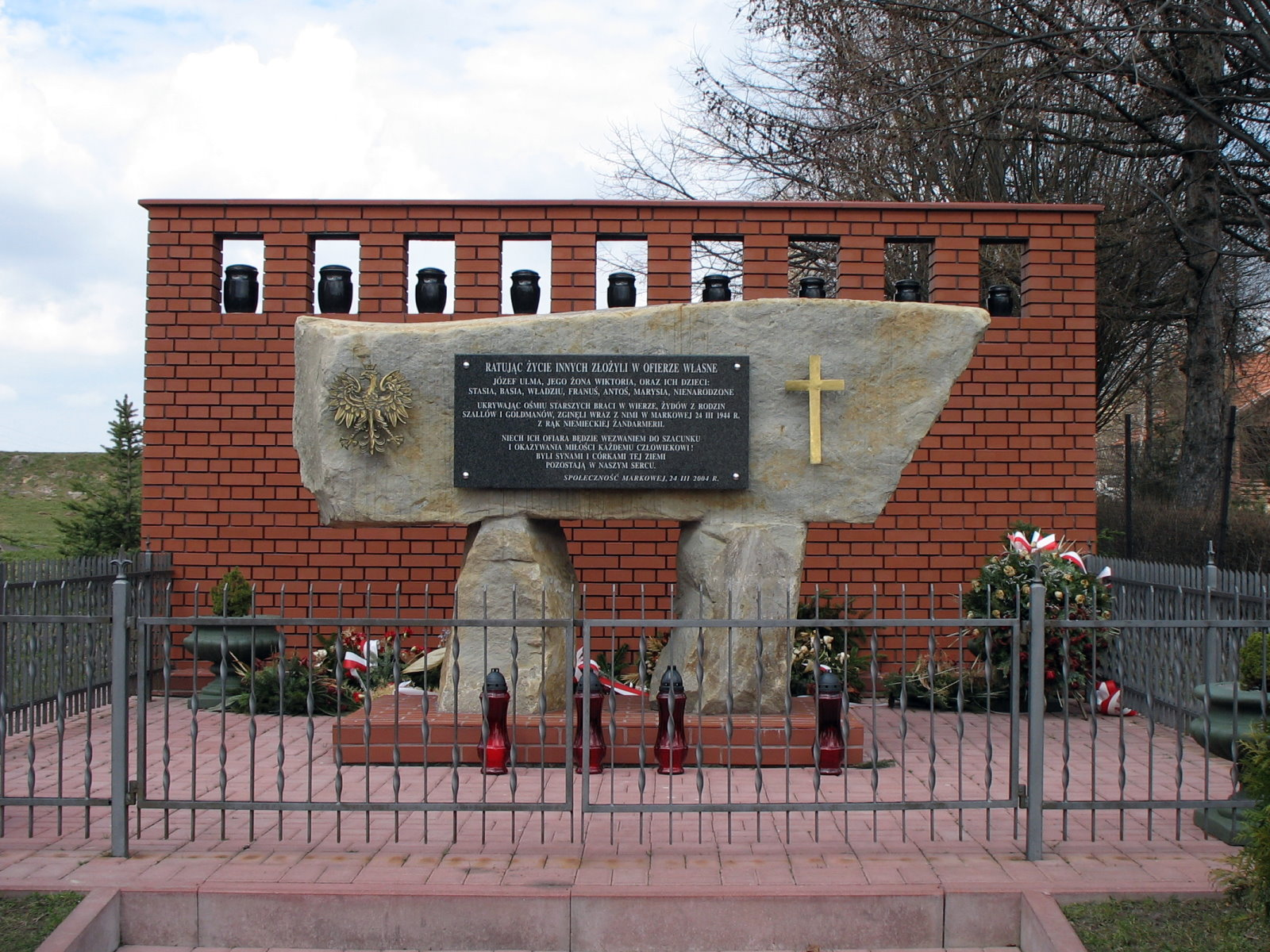
Tượng đài của gia đình Ulma bị xử tử năm 1944

Vào ngày 24 tháng 3 năm 1944, một đội tuần tra của cảnh sát Đức đã đến nhà của đôi vợ chồng người Ba Lan Józef và Wiktoria Ulma, nơi họ tìm thấy tám thành viên Do Thái của gia đình Szall và Goldman. Lúc đầu, quân Đức xử tử tất cả người Do Thái. Sau đó, họ bắn Wiktoria, lúc đó đang mang thai, và chồng bà. Khi sáu đứa trẻ bắt đầu la hét khi nhìn thấy xác của cha mẹ chúng, Joseph Kokott, một sĩ quan cảnh sát Đức (Volksdeutsche từ Sudetenland), đã bắn chúng sau khi hỏi ý kiến cấp trên. Những kẻ giết người khác là Eilert Dieken, Michael Dziewulski và Erich Wilde. Vào ngày kỷ niệm 60 năm của thảm kịch này, một đài tưởng niệm  đã được dựng lên để tưởng nhớ gia đình Józef và Wiktoria Ulma.
Bảo tàng Ba Lan của gia đình Markowa Ulma đã cứu người Do Thái trong Thế chiến II nằm trong làng.

## Xem thêm

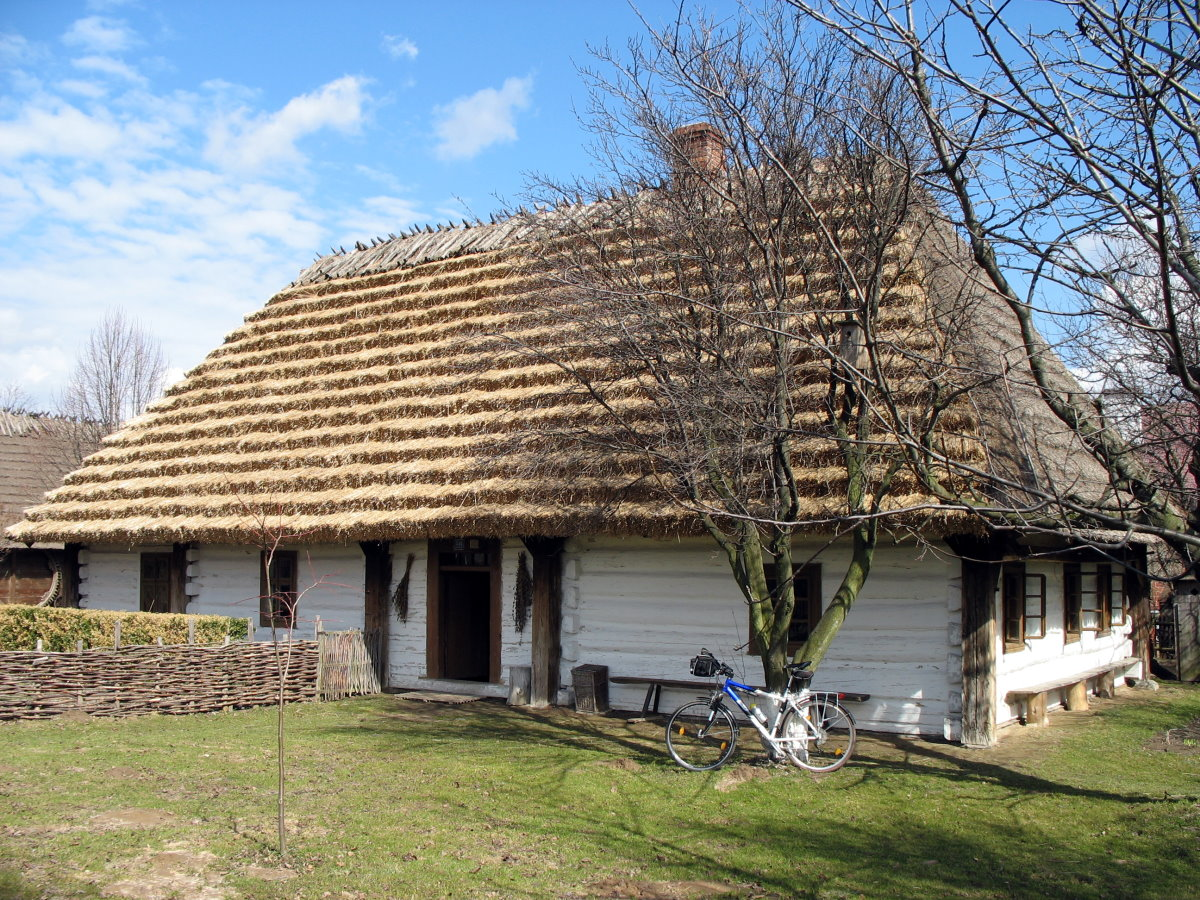
Nhà Skansen của Markowa. cách khoảng 150–200 km về phía đông nam của Krakow, khoảng thế kỷ 18/19, được xây dựng theo phong cách của Walddeutsche trên núi cổ.